# Vinyle timecodé
 (janvier 2023).
 (janvier 2023).
Si vous disposez d'ouvrages ou d'articles de référence ou si vous connaissez des sites web de qualité traitant du thème abordé ici, merci de compléter l'article en donnant les références utiles à sa vérifiabilité et en les liant à la section « Notes et références ».
Le vinyle timecodé (aussi appelé VTC) est le résultat de l'ajout sur un disque vinyle du procédé time-code.
Il permet de connaître la position du diamant/cellule sur le vinyle en émettant un son sinusoïdal qui, une fois récupéré via un logiciel de mixage, permet d'ajuster la position de lecture d'un fichier musical (MP3, WAV…). Cela permet ainsi de mixer simplement ses MP3 sur ses platines vinyles.
Ce procédé existe aussi pour les CD.

## Principe
Le signal timecode est un signal sonore stéréo analogique.
La voie de gauche du signal définit la vitesse de rotation du vinyle grâce à un signal sinusoïdal de fréquence constante fo (= 1/To), fréquence de référence en lecture normale (en général aux alentours de 1 kHz mais il existe aussi des versions en 2 kHz). L'analyse de la fréquence du signal f (= 1/T) par rapport à cette fréquence constante fo permet d'en déduire la vitesse de rotation du vinyle. Si f<fo (ie T>To) alors la lecture a été ralentie, si f>fo (ie T<To) alors la lecture du signal a été accélérée et si f=fo (T=To) alors la lecture est en vitesse normale.
La voie de droite est composée du même signal sinusoïdal ci-dessus mais avec un décalage de phase par rapport à la voie de gauche(en général de + Pi/4). Ce dernier permettra de définir le sens de rotation du vinyle par comparaison du déphasage entre les deux voies.
Enfin la voie de droite contient des informations permettant de définir la position sur le vinyle. Celles-ci se superposent au précédent signal sinusoïdal. 
Serato préfère utiliser la notion de noisemap pour définir sa technologie qui se distingue légèrement du procédé timecode. En effet, dans le noisemap, on retrouve le même principe de détection du sens et de la vitesse par contre l'analyse de la position utilise un procédé propre à cette technologie. En effet, la position n'est plus codée sur un seul canal mais sur les deux, à l'identique. On a donc exactement la même courbe sur les 2 voies (décalée de + Pi/4 avec une fréquence principale de 1 kHz). Encodage de la position sur 20bit que l'on peut décoder via LFSR (Linear Feedback Shift Register).
Un logiciel lit ensuite le son qu'il reçoit de la platine vinyle grâce aux « line in » d'une carte son (en rappelant qu'il faut une entrée stéréo par platine vinyle) et décode les informations du timecode pour les retranscrire en actions dans le logiciel. 
Dans le cas de l'utilisation d'un vinyle timecodé (et non dans le cas du CD timecodé), le premier traitement consiste à appliquer une pré-amplification RIAA (si ce n'est pas déjà fait en amont au niveau matériel par la carte son ou la platine vinyle). C'est pour cela que l'on fait la distinction entre une entrée Phono et une entrée Line. 
Le logiciel doit ensuite décoder le signal de manière optimale : pour cela, il faut en général correctement régler le gain afin que celui ne soit pas trop faible (assimilé à une absence de signal par le logiciel) ou trop fort (saturation du signal empêchant toute détection). On ajustera donc ce dernier dans la carte son et dans le logiciel. On effectue aussi une analyse du bruit environnant afin d'éliminer ce qui pourrait être considéré comme du signal timecodé par le logiciel. Certains logiciels proposent la possibilité de choisir la fréquence d'échantillonnage (44,1 kHz ou 48 kHz) et la profondeur de bit (16-Bit ou 24-Bit) du signal entrant. 
Le logiciel doit également prendre en compte le fait que la platine vinyle tourne soit à 33 tr/min, soit à 45 tr/min.

## Utilisation
L'acquisition se fait via une carte son ainsi qu'un logiciel de mixage de type VirtualDJ, Rekordbox, VirtualVinyl, Serato, Scratch Live, Traktor Scratch, Mixvibes, Torq, MsPinky.